# Graziano Pattuzzi
Graziano Pattuzzi (Pavullo nel Frignano, 18 dicembre 1955) è un politico italiano.
Attualmente presiede Autostrada Regionale Cispadana S.p.A., società controllata di Autostrada del Brennero S.p.A.

## Biografia
Sposato con Maria Cristina, ha 5 figli ed è stato impiegato di banca dai primi anni Novanta.
Nel passato ha svolto attività sindacali nella CISL, dapprima come responsabile territoriale dell'area di Sassuolo (dove ha seguito il settore ceramico e chimico) e a metà degli anni Ottanta con l'ingresso nella segreteria provinciale di Modena.
Nel 1988 è stato eletto nel consiglio comunale di Pavullo, dove è stato nominato capogruppo della Democrazia Cristiana. Nel 1991 è stato nominato presidente della Comunità montana del Frignano.
È stato Presidente della Provincia di Modena dal 1995 al 2004, rieletto nel 1999 al termine del primo mandato. Dopo lo scioglimento della Democrazia Cristiana, è entrato a far parte prima del Partito Popolare Italiano e poi nel 2002 de La Margherita, della quale era stato promotore.
Dal 2004 al 2009 è stato sindaco di Sassuolo. Ricandidatosi, al ballottaggio contro l'avversario Luca Caselli ha ricevuto il 49,7% delle preferenze, non ottenendo il nuovo mandato.
Dal marzo 2010 presiede Autostrada Regionale Cispadana S.p.A., società concessionaria per la costruzione dell'Autostrada Regionale Cispadana, collegamento tra il casello di Rolo-Reggiolo dell'autostrada A22 del Brennero e quello di Ferrara Sud dell'autostrada A13 Bologna-Padova. Per tale incarico, nel marzo 2015 è stato iscritto nel registro degli indagati nell'ambito di un'indagine sulla criminalità organizzata nella realizzazione delle cosiddette Grandi Opere, coordinata dalla Procura della Repubblica presso il tribunale di Firenze e dal Raggruppamento operativo speciale dei Carabinieri. La procura stessa ha richiesto e ottenuto l'archiviazione del procedimento a febbraio 2017.
Nell'estate 2021 annuncia la propria candidatura a sindaco di Pavullo nel Frignano in occasione delle elezioni amministrative del 3-4 ottobre 2021, dove giunge solo al terzo posto con solo il 25,01% dei voti, venendo così escluso dal ballottaggio.